# Emirato de Fuyaira
Fuyaira (en árabe: الفجيرة al-Fuŷayra, transliterado también al-Fujairah, Fujairah o Fujaira) es uno de los siete emiratos que integran desde 1971 los Emiratos Árabes Unidos, posee unos 1150 km² y 130.000 habitantes para 2006. Desde 1974 es gobernado por el jeque Hamad bin Mohamed Al Sharqi.
En 2016, la ciudad de Fujairah tenía una población de 97.226 habitantes, un número significativo (43%) en comparación con 225.360 en todo el emirato, aun así, la población de este emirato apenas representa el 2,16 % del total del país. Como en todo Emiratos Árabes viven en Fujairah una gran cantidad de extranjeros, destacándose los llegados de la India, como así también los pakistaníes y bangladesíes.
Aunque Fuyaira tiene servicio de transporte de carga en el Aeropuerto Internacional de Fuyaira, para acceder al servicio aéreo de transporte de pasajeros los viajeros deben trasladarse a otro emirato.

## Historia

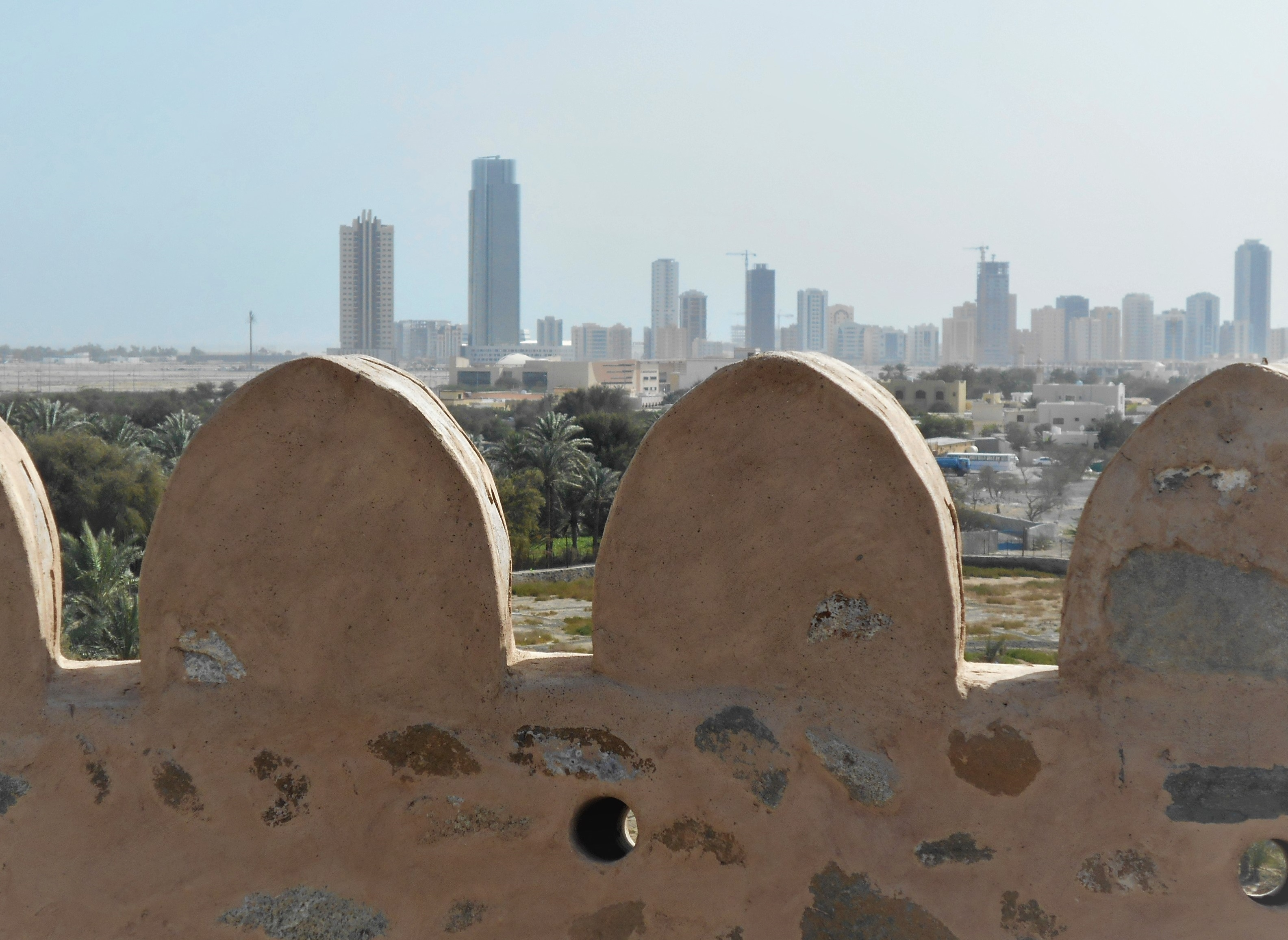
Contraste entre los antiguos muros del fuerte de Sakamkam y los modernos rascacielos del centro de Fuyaira.

Fujairah, dominada por la tribu Sharqiyin, se encuentra en la desembocadura de la importante ruta comercial, el Wadi Ham (que está custodiado por el fuerte Sharqiyin en Bithnah), a través de las montañas hasta el interior y la costa del Golfo Pérsico. Conocida como la Shamaliyah, la costa este de lo que ahora es Emiratos Árabes estuvo sujeta a Mascate hasta 1850, cuando fue anexionada por Al Qasimi de Sharjah, en un acuerdo entre el jeque Sultan bin Saqr Al Qasimi y el sultán de Mascate.
El Shamaliyah fue gobernado por Al-Qasimi Wali en Kalbāʾ, aunque frecuentemente se separaba, y en 1901 el jeque Hamad bin Abdullah Al Sharqi, jefe de Sharqiyin, declaró su independencia de Sharjah. Esto fue reconocido por varios jeques de la Tregua y por Mascate, pero no por los británicos, que solían ser provocados por el gobernante de mentalidad independiente. Al momento, Fujairah consistía en unas 150 casas y 3.000 palmeras datileras y su gente vivía principalmente a través del cultivo de perlas y dátiles.

Desde la absorción de Kalbāʾ por Sharjah en 1952, el Shamaliyah es compartido por los emiratos de Fujairah y Sharjah. En 1952, Fujairah entró en relaciones de tratado con Gran Bretaña, convirtiéndose en el último de los emiratos en unirse a los Estados de la  Tregua. Tras haber retenido este reconocimiento durante más de 50 años, el gobierno británico lo otorgó sólo porque la compañía de exploración petrolera Petroleum Concessions Limited (PCL) necesitaba firmar concesión con un gobernante reconocido.

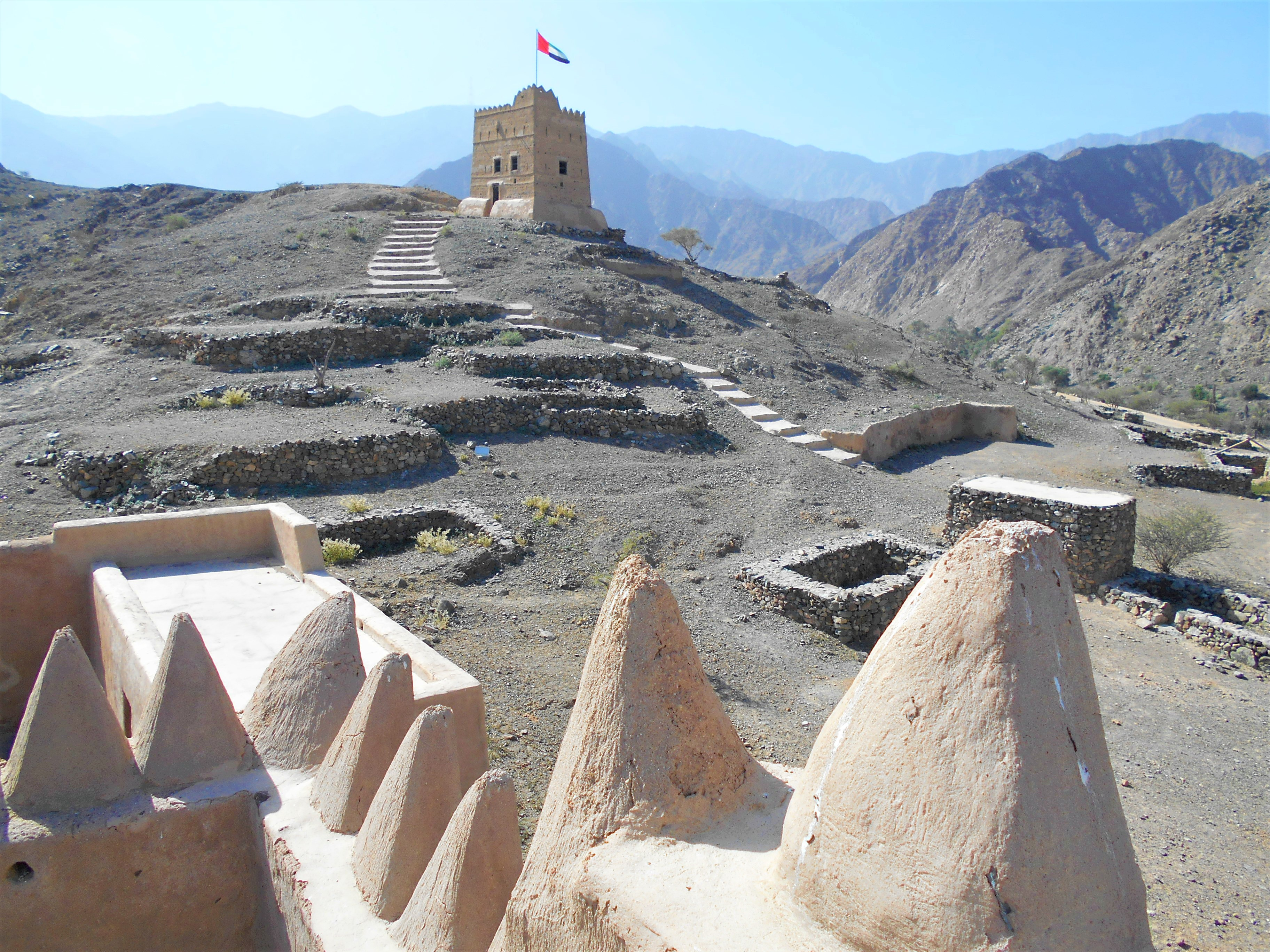
Fuerte de Al-Hayl, en las afueras de Fuyaira.

Los hallazgos arqueológicos en el emirato de Fujairah apuntan a una historia de ocupación humana y vínculos comerciales que se remontan al menos a 4.000 años atrás, con entierros de Wadi Suq (2000 a 1300 a. C.) ubicados en Bithnah y el oasis de Qidfa'. Se usó una torre del milenio III a. C. para construir la fortaleza portuguesa en Bidiyah, identificada con la ''Libedia'' portuguesa, una fortaleza registrada en el mapa de 1646 de De Resende: la fortaleza en sí ha sido datada en carbono entre 1450 y 1670.
El 2 de diciembre de 1971, Fujairah se unió a los Emiratos Árabes Unidos. Hoy el emirato de Fujairah es una monarquía absoluta gobernada por su Hakim, el  emir, jeque Hamad bin Mohammed Al Sharqi. El jeque encabeza el gabinete de Fujairah, y algunos miembros de familias locales respetadas en el emirato forman los comités asesores. El jeque debe ratificar cualquier decisión del gabinete. Después de la ratificación, tales decisiones pueden ser promulgadas en ley.
Desde que se tiene conocimiento, el emirato de Fujairah ha sido gobernado por la dinastía al Sharqi, habiendo tenido apenas 4 jeques gobernantes en los últimos 140 años: Hamad bin Abdullah Al Sharqi (1879-1936), Saif bin Hamad Al Sharqi (1936-1938), Mohammed bin Hamad Al Sharqi (1938-1975) y Hamad bin Mohammed Al Sharqi (nacido en 1948, gobierna el emirato desde 1975); el príncipe heredero es Mohammed bin Hamad bin Mohammed Al Sharqi (nacido en 1986).

## Clima

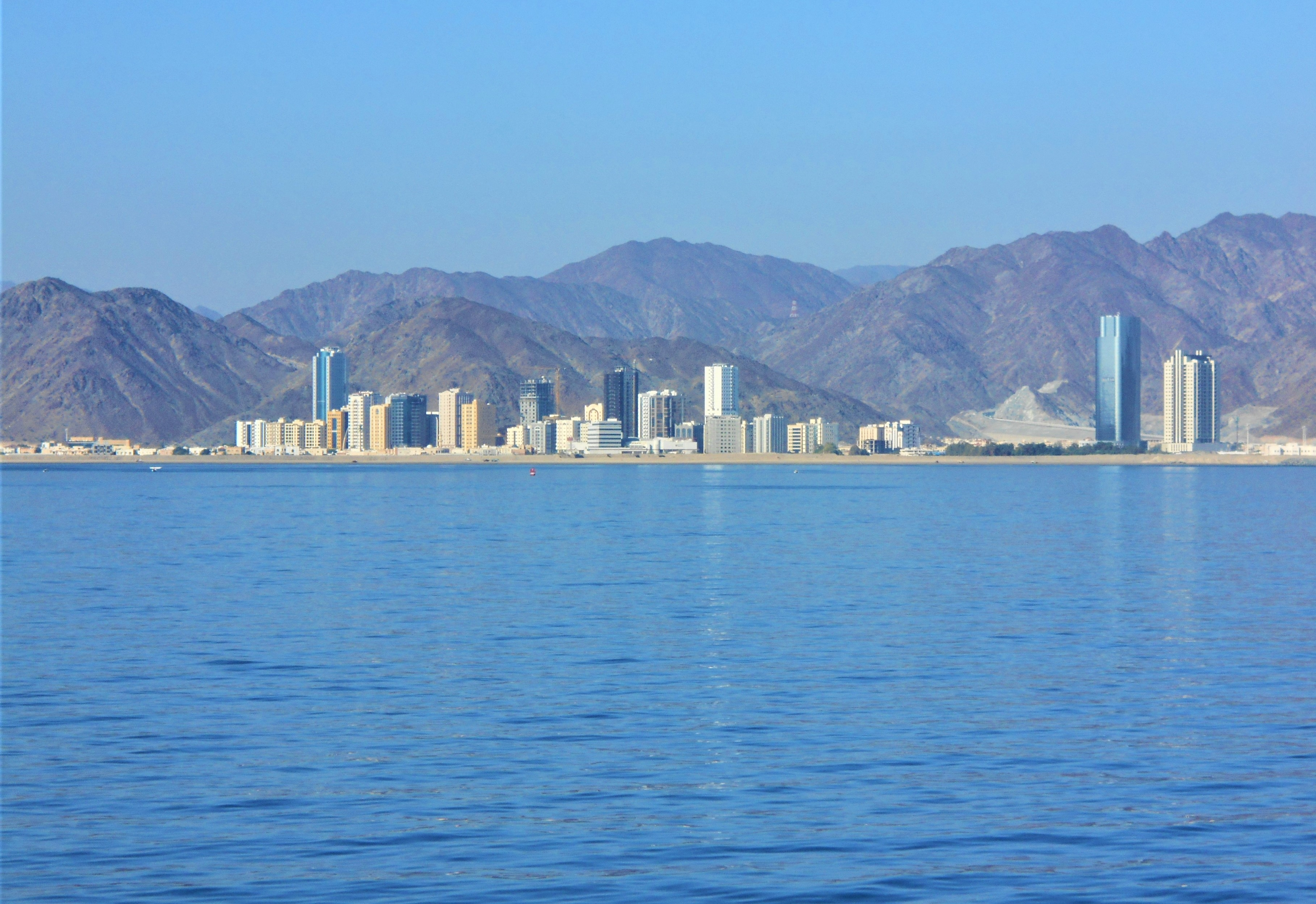
Ciudad de Fuyaira, protegida por el relieve montañoso de la cordillera Hajar.

El clima es estacional, aunque es cálido la mayor parte del año. Los meses de diciembre a marzo son generalmente los más fríos, con temperaturas diurnas que promedian alrededor de 25 °C (77 °F) y rara vez se aventuran por encima de 30 °C (86 °F), con temperaturas que superan los 40 °C (104 °F) grados en el verano. El período de invierno también coincide con la temporada de lluvias y, aunque de ninguna manera está garantizado, es cuando Fujairah experimenta la mayor parte de su precipitación.
La lluvia es más abundante que en el resto de Emiratos Árabes, en parte debido al efecto de montañas que rodean el emirato, y porque los vientos dominantes traen al este las nubes cargadas de agua del cálido Índico. La variabilidad del clima del este se debe en parte a la presencia de la cordillera Hajar. Igual que con otras áreas montañosas, la precipitación es mayor, lo que permite un microambiente más variado en el área. El número de visitantes por turismo alcanzan su máximo justo antes del receso escolar veraniego.

## Economía

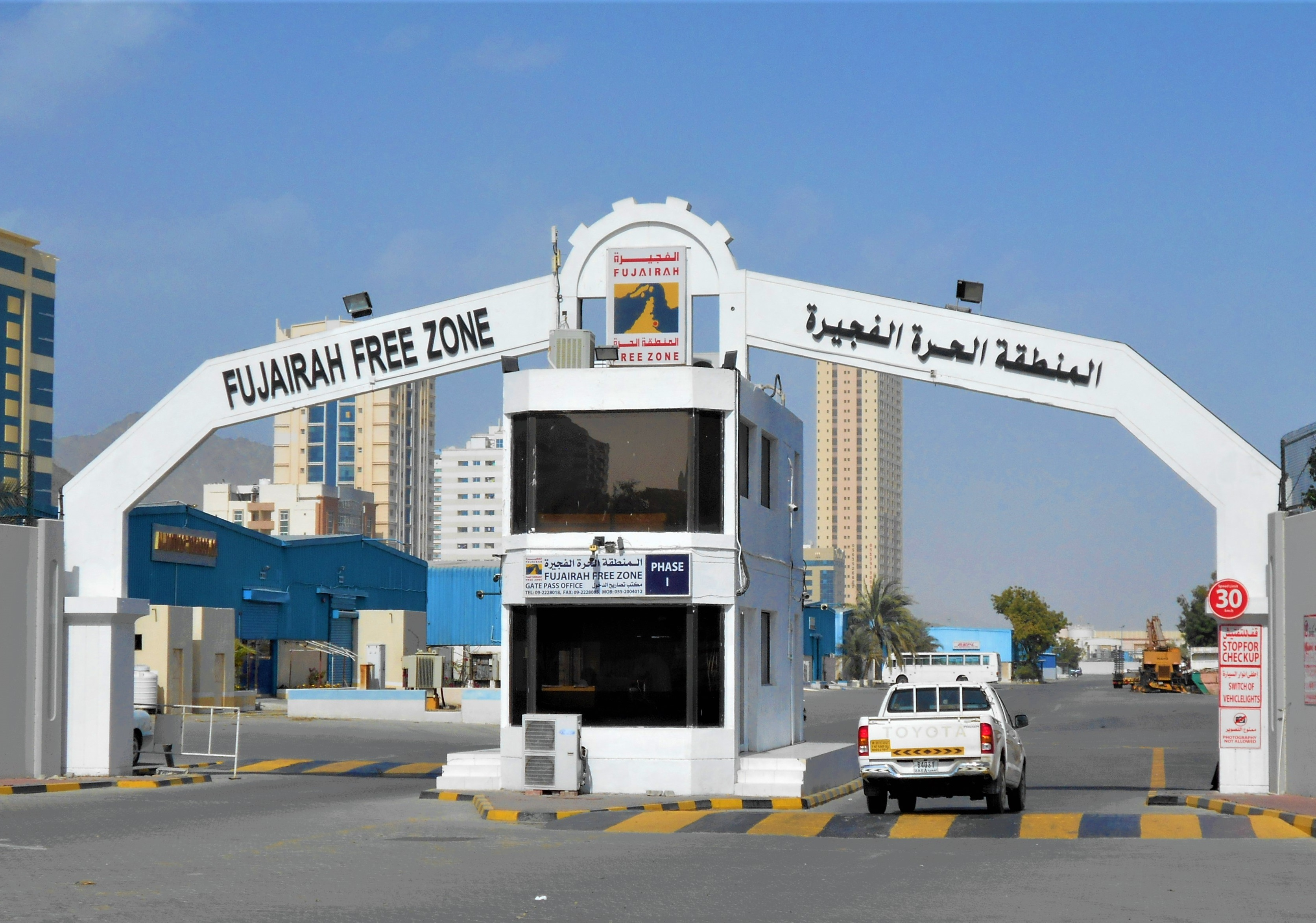
Zona Franca del puerto de Fuyaira.

Fujairah consiste en dos partes principales y separadas, ambas en la costa este del país a lo largo del golfo de Omán. Por ser las aguas de esta región más frías que las del golfo Pérsico, Fujairah no pudo beneficiarse de la pesca de perlas naturales. De ser un pueblo de pescadores y campesinos, recientemente se ha convertido en puerto de contenedores y está tratando de desarrollar el turismo. La economía de Fujairah se basa en subsidios y subvenciones del gobierno federal distribuidos por el gobierno de Abu Dhabi (la sede del poder en Emiratos Árabes Unidos). Las industrias locales consisten en cemento, trituración de piedra y minería. Un resurgimiento en la actividad de construcción ayudó a la industria local. Existe una floreciente zona de libre comercio, que imita el éxito de la Autoridad de la Zona Franca de Dubái que se estableció alrededor del puerto de Jebel Ali.
El gobierno federal emplea a la mayoría de la fuerza laboral local y nativa, con pocos negocios propios. Muchos de los locales trabajan en sector de servicios. El gobierno de Fujairah prohíbe a extranjeros poseer más del 49% de un negocio. Las zonas francas florecieron, dada la relajación de dicha prohibición dentro de las zonas, ya que ahí sí se permite la plena propiedad extranjera. El jeque Saleh Al Sharqi, hermano del emir, es ampliamente reconocido como la fuerza impulsora de la comercialización de la economía. Fujairah es un pequeño puerto de bunkering con operaciones de envío a gran escala lugar todos los días. Los servicios de envío y relacionados con barcos son negocios prósperos en la ciudad. Dado el entorno amigable para negocios y la facilidad de apoyo logístico, los barcos que comercian desde el golfo Pérsico anclan acá para provisiones, reparación y soporte técnico, repuestos y tiendas antes de continuar sus viajes. La ciudad también es geográficamente adecuada para tales actividades afines al servicio de barcos.

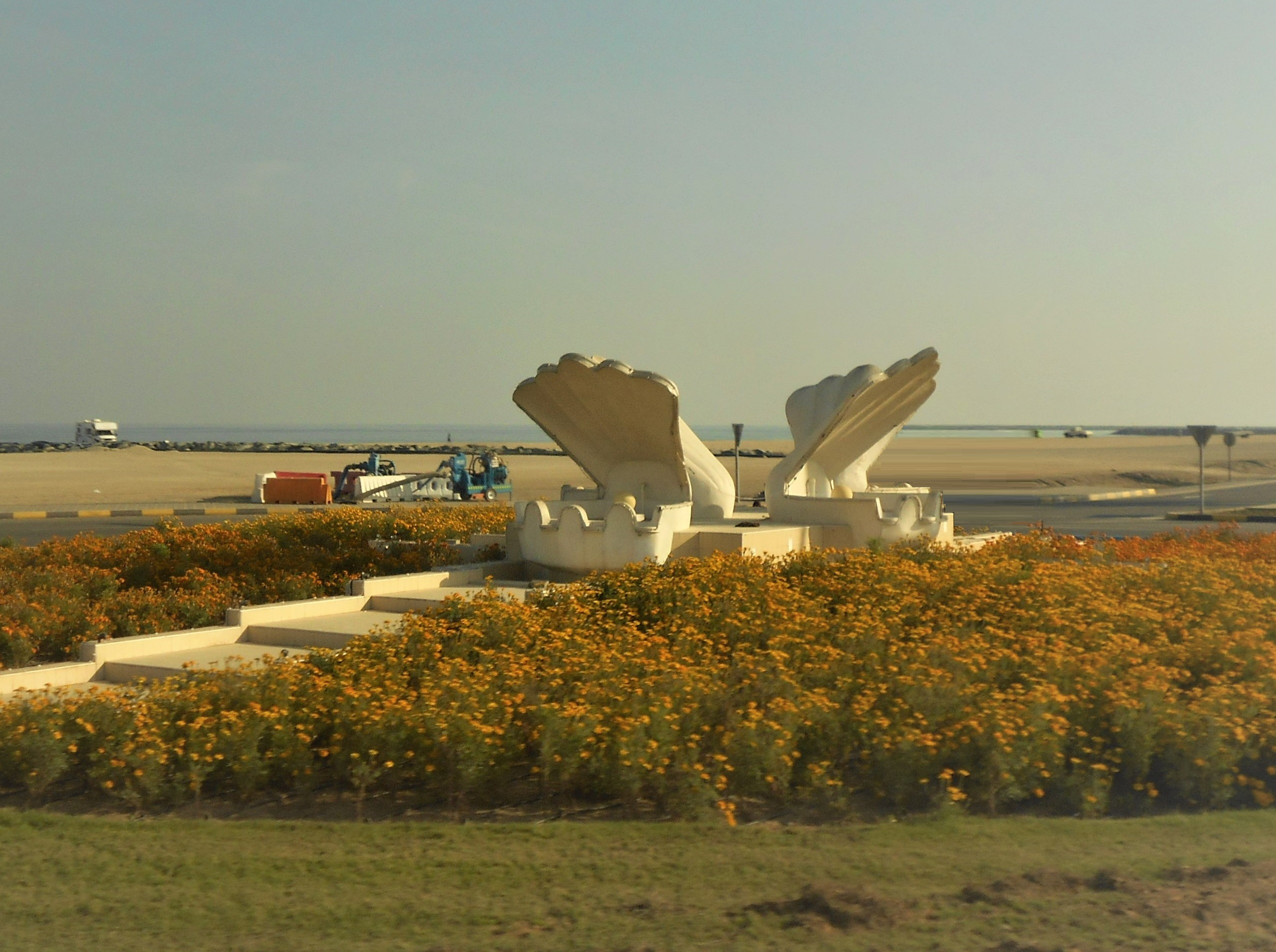
Monumento al Comercio Perlero, la principal actividad económica de Emiratos Árabes Unidos antes del descubrimiento del petróleo.

El gobierno de Fujairah es uno de los principales accionistas del Banco Nacional de Fujairah (NBF), un banco local de Emiratos Árabes. Incorporado en 1982, el NBF está activo en áreas de banca corporativa y comercial, finanzas comerciales y tesorería. NBF también amplió su cartera para incluir opciones de banca personal y servicios. NBF apoya industrias que van desde el petróleo y el transporte marítimo hasta los servicios, la fabricación, la construcción, la educación y la atención médica. 
La ciudad de Fujairah es el principal centro comercial y de negocios del emirato, con altos edificios de oficinas, como la Torre Fujairah. La ubicación de la ciudad proporciona acceso directo al océano Índico para Emiratos Árabes, evitando usar el golfo Pérsico y, por ende, el estrecho de Ormuz. La parte norte de la costa tiene muchos tanques para acopio de petróleo. La Zona Libre de Fujairah está ubicada al norte de la ciudad. Creative City es otra zona libre de medios, ubicada en la autopista Jeque Khalifa, hacia el oeste. Hay varios Shopping Malls en Fujairah, incluido el City Center Fujairah, inaugurado en abril de 2012 con 105 unidades, junto con Century Mall cerca de los puertos de Fujairah. Otros centros comerciales incluyen el Fujairah Mall (inaugurado en 2016), LuLu Mall (inaugurado en 2014) y Century Mall. Los mercados incluyen el mercado central, el zoco de tela y un mercado de pescado y verduras. Otro destino de compras en Fujairah es el centro comercial Fathima.

## Infraestructura

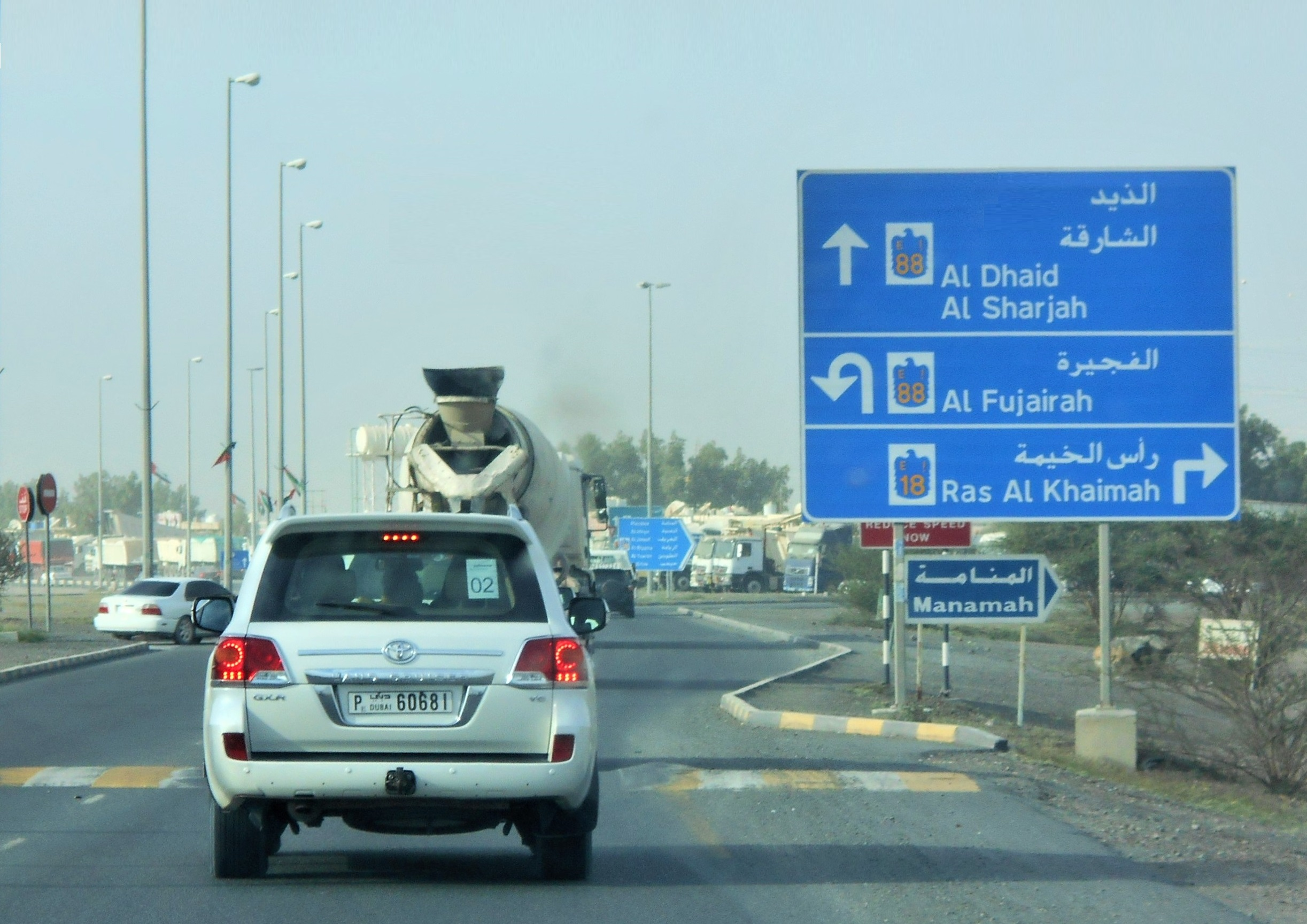
Km 0 de la RUTA E88, acceso al cercano pueblo-oasis de Al Dhai.

Viajar por Fujairah y sus alrededores (Khor Fakkan, Kalbāʾ y Masafi) ha sido facilitado por el desarrollo de rutas modernas desde la independencia en 1971. Las carreteras son financiadas directamente por el gobierno federal y los contratos se licitan de manera centralizada, salvaguardando la calidad y entrega de los contratos y evitando que la corrupción dañe la construcción. Fujairah tiene un transporte público muy limitado, con un único servicio de colectivo dentro del emirato, y un servicio de micro a Dubái.
La nueva autopista Jeque Khalifa que une Dubái y Fujairah se inauguró oficialmente el 4 de diciembre de 2011, tras los retrasos hasta la fecha de apertura programada originalmente para julio de 2011. Es una carretera de doble calzada que acorta la distancia en 20 a 30 km (12 a 19 millas). En el extremo este, el camino llega a la Fujairah Corniche, yendo hacia el norte y el sur cerca del paseo marítimo. Cerca de ese punto se encuentran el Mercado Central y el Zoco de Telas, y el Mercado de Pescado y Verduras.

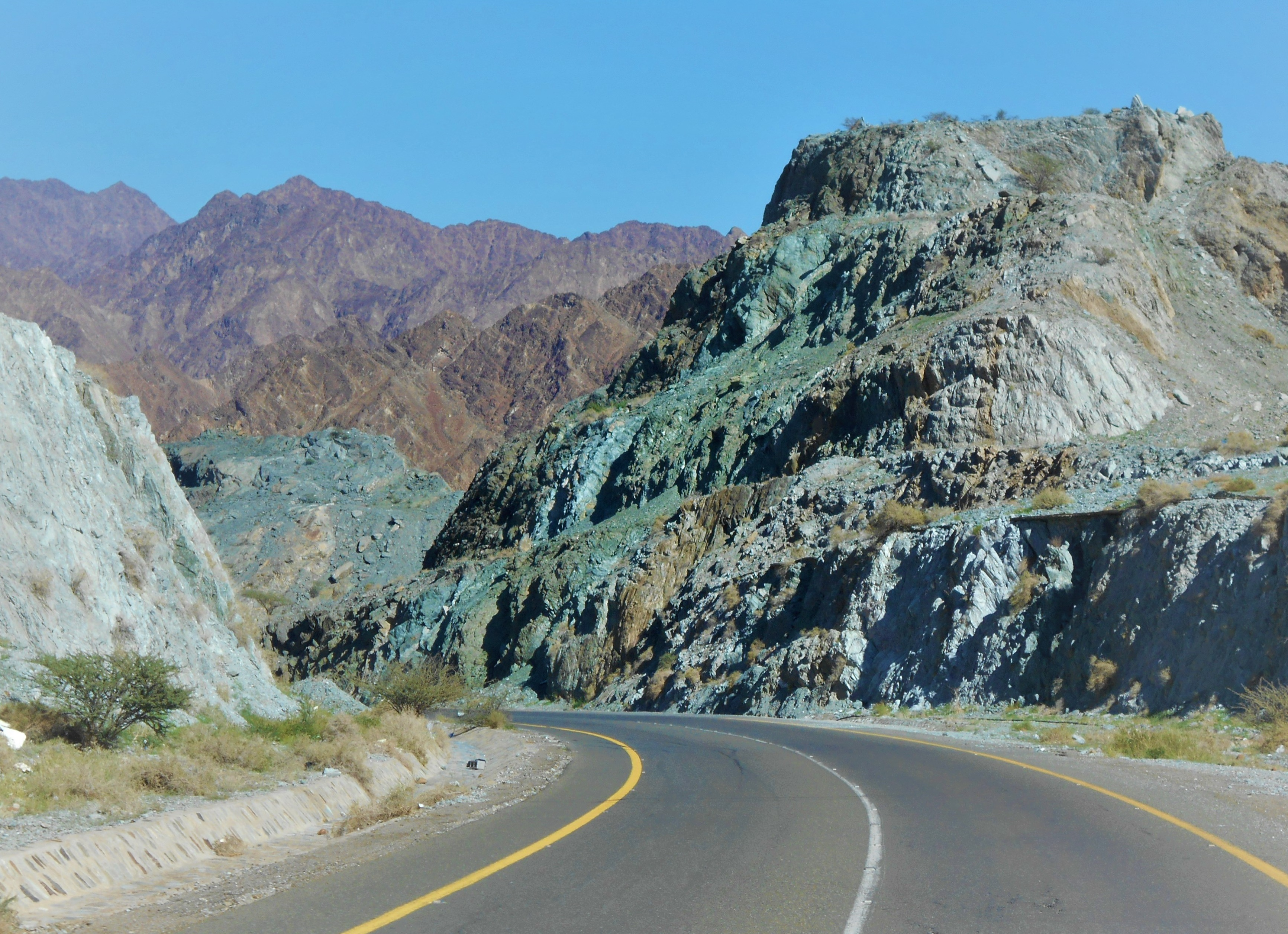
Las rutas en Fuyaira se asientan sobre un nivel de 200-550 metros, entre montañas que se alzan desde los 500 a los 990 metros.

La autopista Jeque Khalifa, en su trayecto entre Dubái y Fujairah, pasa por las montañas tierra adentro desde la ciudad; el camino comienza desde la entrada de Fujairah, cruza la localidad de Al Gazirmi, los valles de Wadi Sahm, Asfeeni, Mamdooh, Kadra y Shawka en Ras al-Khaimah, y termina en Maleeha Road en Sharjah, en el área de Hamda. Esto conduce a la Hamad Bin Abdulla Road, que continúa a través de la ciudad hasta la costa.

La carretera Hamad Bin Abdulla corre de este a oeste a través de la ciudad de Fujairah; es la arteria principal de los centros comerciales y negocios de la ciudad. Está bordeada de altos edificios de oficinas (por ejemplo, la Torre Fujairah) y hoteles. La mezquita principal, la gran mezquita blanca Sheikh Zayed, la segunda más grande de Emiratos Árabes, está al norte de la carretera. El LuLu Mall Fujairah está al sur. La Universidad de Fujairah también se encuentra sobre su camino.

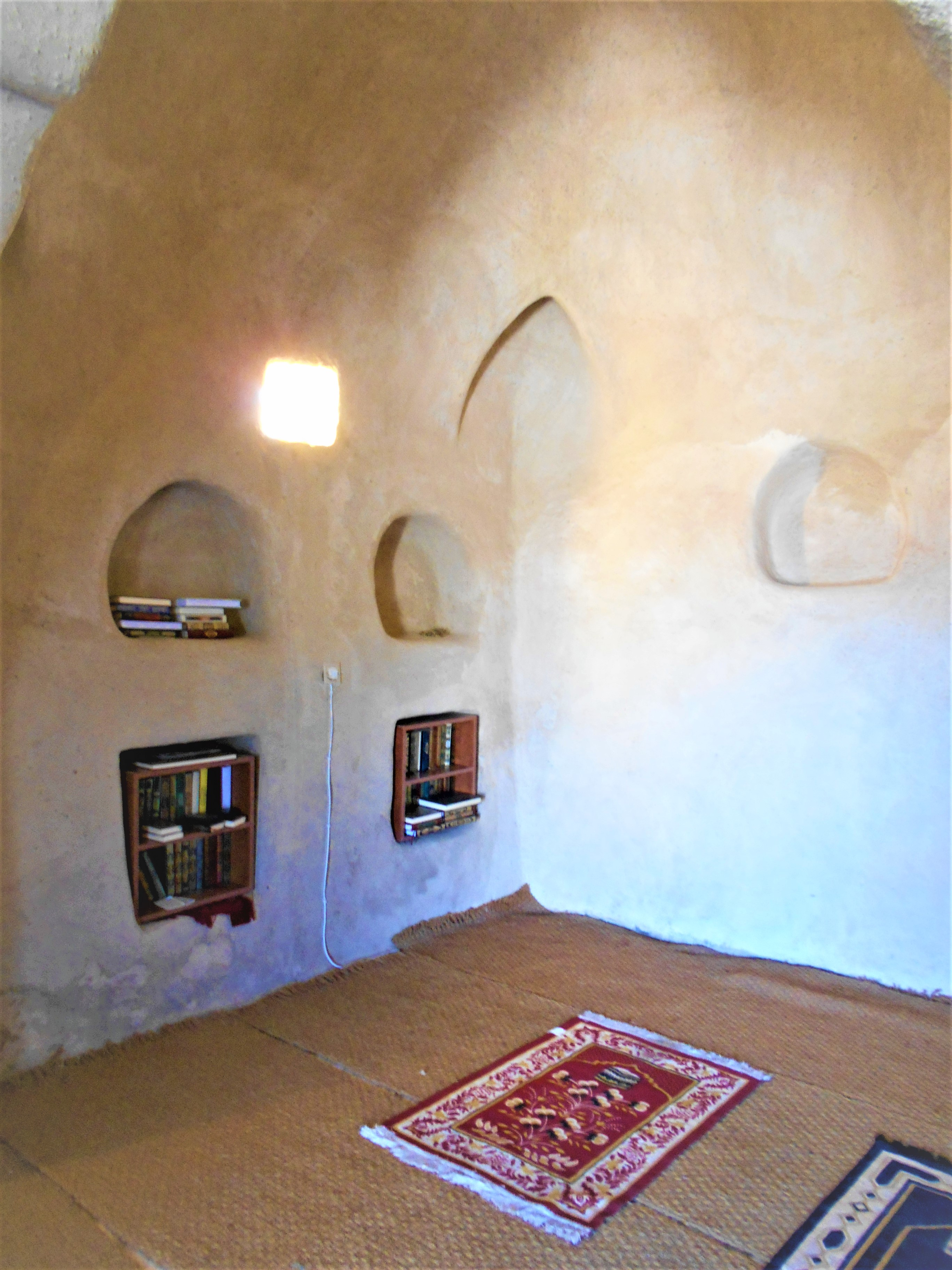
Interior de la Mezquita de Bidiya, la más antigua de Emiratos Árabes Unidos, ubicada en el emirato de Fuyaira.

La Corniche (costanera) de Fujairah es una cornisa frente al mar, ubicada en el extremo este de la carretera Hamad Bin Abdulla, que ofrece instalaciones recreativas para residentes y visitantes. Está en la costa del golfo de Omán en el océano Índico. La Corniche corre a lo largo del paseo marítimo principal. Continúa hacia el norte como la carretera Al Faseel, detrás de la playa de Fujairah. El Fujairah International Marine Club con un puerto deportivo se encuentra sobre ella; al sur hay un sitio de peleas de toros.